# Barrier (Lommel)
Barrier is een parochie van Lommel, in de Belgische provincie Limburg, pal op de grens met Overpelt. Door Barrier loopt het Kempisch Kanaal of Kanaal Bocholt-Herentals. Tijdens de Tweede Wereldoorlog zou Lommel-Barrier een week lang op de frontlijn tussen Engelse en aftrekkende Duitse troepen komen te liggen, na de verovering van brug negen over het kanaal. Op landkaarten wordt het gehucht ook als Grote Bareel aangeduid.
In 2008 telde Barrier 3256 inwoners.

## Herkomst van de naam
De naam Barrier verwijst naar een grens; Lommel behoorde oorspronkelijk tot de provincie Noord-Brabant. De Barrier vormde de grens met Overpelt, dat tot het prinsbisdom Luik en vanaf 1814 tot de provincie Limburg hoorde. Pas in 1839 werd Lommel zelf een volwaardig deel van Limburg, nadat buurgemeente Luyksgestel werd afgestaan aan Noord-Brabant.

## Barrierhuis
Het Barrierhuis werd gebouwd van 1790-1792, maar brandde af in 1795 en in 1800, waarna het in 1801 werd hersteld in zijn huidige vorm. Het initiatief lag bij de Nederlanders, die een grenspost met een tol wilden op de drukke weg naar Luik. Ook werd het Barrierhuis tot een afspanning voor de postkoetsen die van de weg gebruik maakten. Particulieren konden het Barrierhuis huren en Antoon van Dungen, die de afspanning bij Achel bezat, op de weg van 's-Hertogenbosch naar Maastricht, huurde het Barrierhuis en zorgde dat ook het verkeer naar Maastricht nu langs deze weg kwam. Bovendien legde hij visvijvers aan voor zijn restaurant. Vanaf 1828 was het Barrierhuis een boerderij, de noordelijke en de zuidelijke Nederlanden vormden toen immers één staat. Het Barrierhuis was na de afscheiding van België in 1839 geen grenspost meer, omdat de grens  noordelijker kwam te liggen, bij wat Bergeijkse Barrière of Bergeijkse Barrier is gaan heten. Het Barrierhuis is een dependance van het Lommelse museum Erfgoed Lommel.

## Parochie
Vanaf 1852 maakte Barrier deel uit van de parochie Heuvelsche Heide te Lommel-Kolonie, maar in 1925 kreeg Barrier een eigen parochie. De vereniging die hier inhoud aan ging geven stichtte in 1934 een school en in 1938 een kapel. Een tweede school kwam gereed in 1950 en een parochiezaal in 1959. In 1938 werd een kapelletje (uit 1926) in de Fabrieksstraat aan de parochie geschonken. Ten gevolge van de komst van de zinkfabriek in Overpelt nam de bevolking van Barrier flink toe, en in 1953 werd Barrier dan een volwaardige parochie. De kapel was nu tot kerk gepromoveerd en werd toegewijd aan Antonius van Padua. Hierbij hoorde een klok, die in 1954 door Petit & Fritsen te Aarle-Rixtel werd gegoten.
De bevolkingsgroei van Barrier kwam mede door de bouw van de Nieuwe Wijk, die een aanvang nam in 1955. Ook hier verrees aan de Burgemeesterstraat in 1981 een Mariakapelletje. In de Schoolstraat is een kapelletje uit 1959, ook aan Maria gewijd. In diezelfde periode werd ook de KSA opgericht voor de jongens van de wijk. Een tiental jaren later werd er voor de meisjes een Chiro opgericht. Het initiatief hiervoor kwam vanuit de Parochie en vooral pastoor Rene Philtjens.

## Operatie Market Garden
Lommel-Barrier speelde tijdens de Tweede Wereldoorlog een belangrijke rol in de septemberdagen van 1944. Op 17 september zou vanuit de Barrier het startschot voor de landtroepen van de operatie Market Garden worden gegeven. Het Britse 30e legerkorps onder leiding van veldmaarschalk Bernard Montgomery wilde via de landweg Lommel-Valkenswaard-Eindhoven naar Arnhem doorstoten. De Barrier werd het bruggenhoofd voor de aanval van de grondtroepen, ook wel Operatie Garden genaamd.
Precies één week eerder hadden de Irish Guards tijdens een blitzactie vanuit Overpelt in het oosten de brug over het Kempisch Kanaal in Barrier in handen gekregen. De brug kreeg van de Engelsen de naam Joe's Bridge mee en zou de springplank voor de Operatie Garden worden.
Een week liep de frontlijn tussen Engelse bevrijdingstroepen en het terugtrekkende Duitse leger aan het kanaal, terwijl andere delen van Lommel nog moesten bevrijd worden. De druk op de Barrier nam toe, omdat veel Duitse troepen nog ten zuiden van Lommel vochten, o.a. in de Slag om Hechtel en omdat
Nazi-Duitsland zijn stellingen achter het kanaal versterkte.
Vlak bij Barrier, aan de Luiksesteenweg, bevindt zich het Pools militair kerkhof waar Poolse soldaten zijn begraven die bij de bevrijding gevallen zijn.

## Galerij

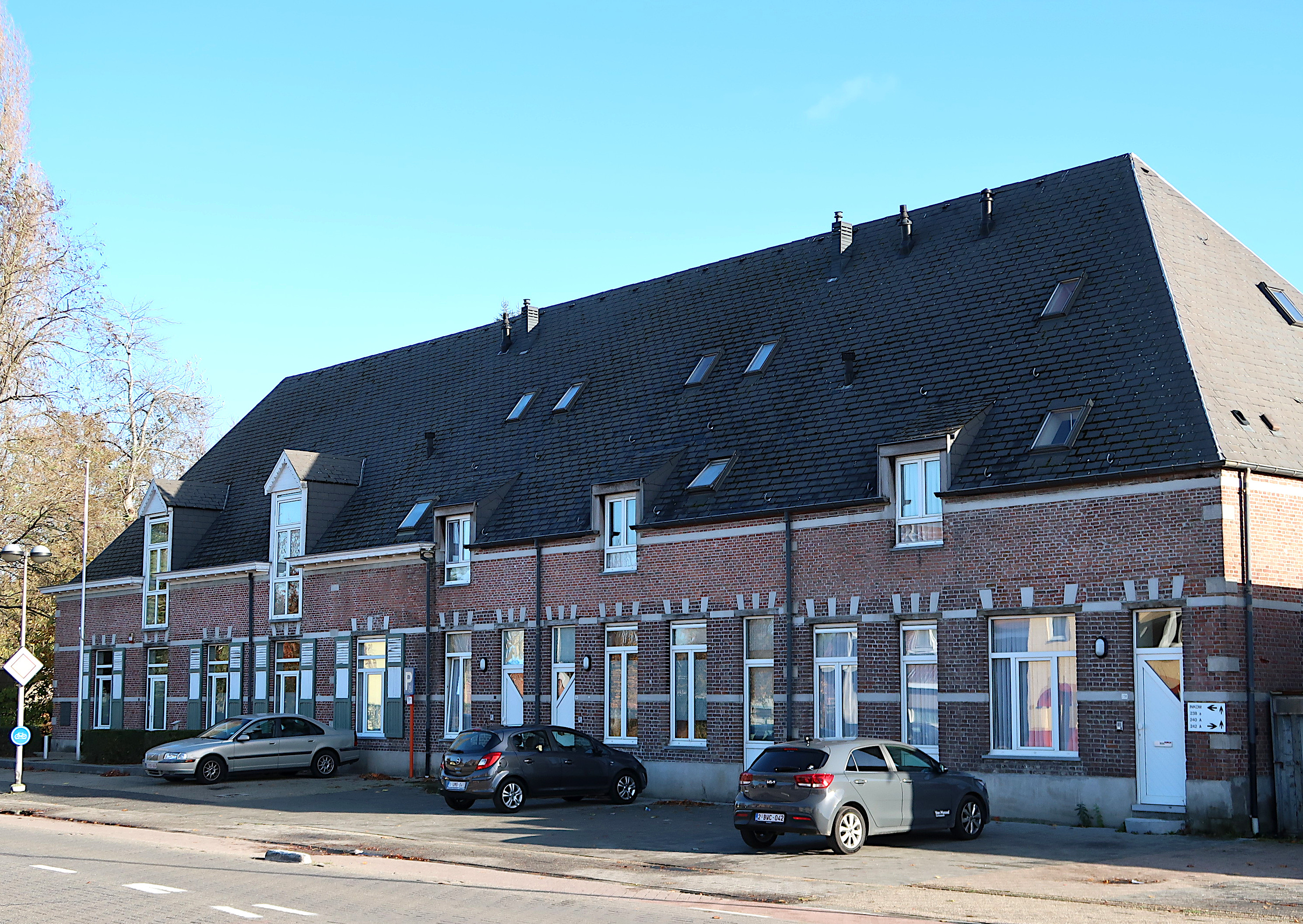
Barrierhuis van rond 1800
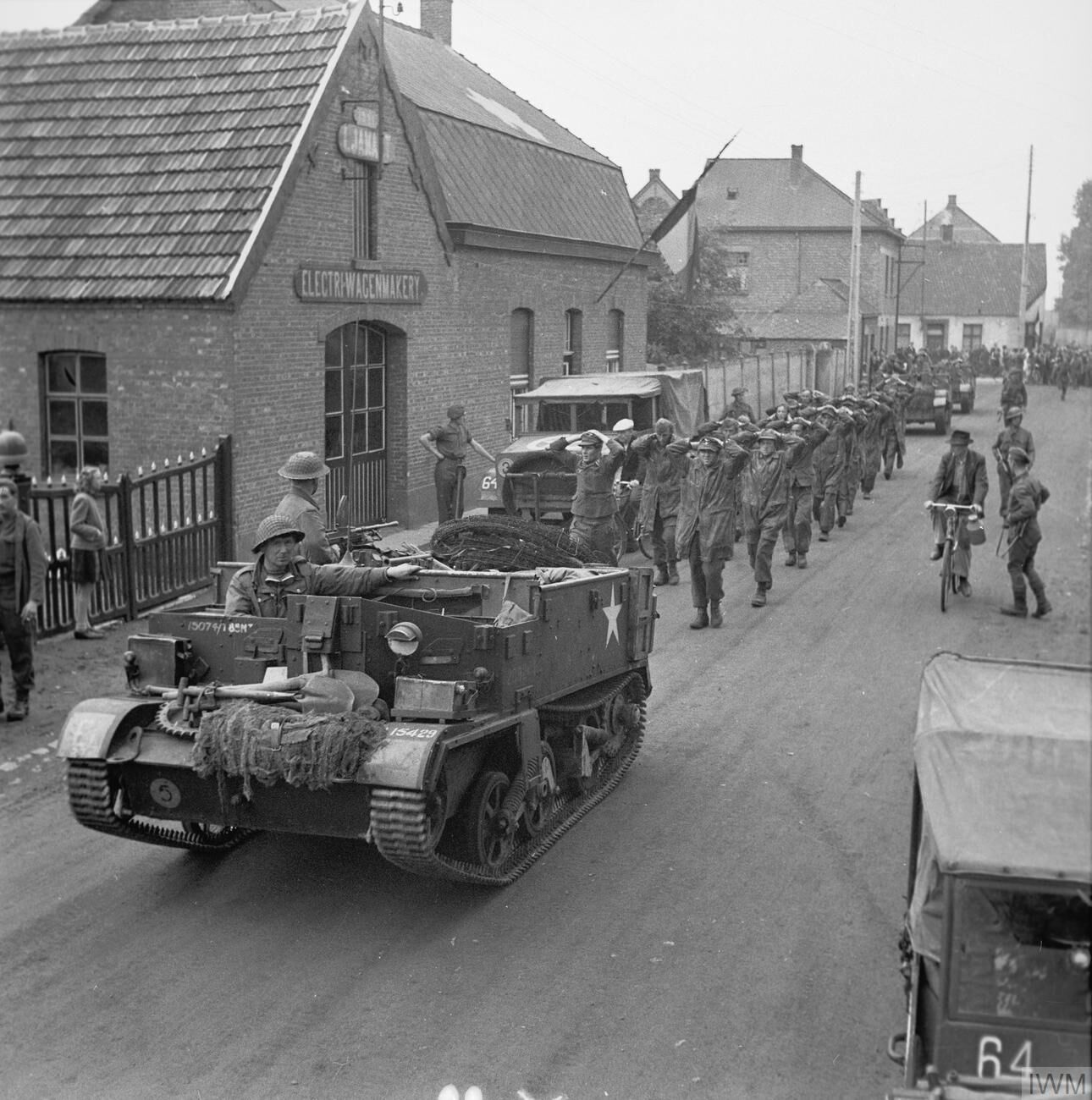
19 september 1944: een Universal Carrier brengt Duitse krijgsgevangenen binnen nabij Lommel-Barrier (Operatie Market Garden).

## Naburige kernen
Lommel-Kolonie, Lutlommel, Overpelt-Fabriek